# 559e division d'infanterie
La 559e division d'infanterie allemande, ou "559e Infanterie-Division", puis "559e Volks-Grenadier-Division", s'illustra durant la Campagne de Lorraine au cours de la Seconde Guerre mondiale.

## Historique de l'unité
La 559e Grenadier-Division a été formée le 11 juillet 1944. La 559e Volks-Grenadier-Division a été formée à partir des éléments de la 559e Grenadier-Division, le 9 octobre 1944. La 559e Volks-Grenadier-Division se composait de six bataillons, répartis entre les 1125e, 1126e et 1127e Grenadier-Regiment et de quatre autres répartis dans le 1559e Artillerie-Regiment.

## Opérations
Au début de la Campagne de Lorraine en septembre 1944, la division tenait le front entre le nord de Maizières-lès-metz et le sud de Sierck-les-Bains. Lorsque Thionville tomba aux mains des Alliés, la division se battit dans le secteur de Delme – Morhange avant de se repositionner sur la ligne Siegfried, près de Sarrebruck.

## Sources
- René Caboz, La Bataille de Metz. 25 août - 15 septembre 1944, Sarreguemines, 1984.  (ISBN 978-2-7085-0022-8).